# Макаров Анатолій Миколайович
Анатолій Миколайович Макаров (28 січня 1939 — †4 грудня 2015, Київ) — український письменник, культуролог, літературний критик, дослідник київської старовини.

## Біографія
Анатолій Макаров народився 28 січня 1939 року в сім’ї військового: на Далекому Сході, у військовому таборі будівельного полку, що на річці Амур.
З 1953 р. живе в Києві. 1962 року закінчив філологічний факультет Київського університету ім. Т. Шевченка.
У 1962 р. народився син - Гліб у шлюбі з Іриною Макаровою-Вишеславською
З 1992 року у шлюбі з Макаровою Тетяною Георгіївною.
Член Національної спілки письменників України з 1967 року.
Працював у газеті «Літературна Україна» (1962-1967), видавництві  «Український письменник» (1967-1994), в альманасі «Хроніка-2000» (1994-2004). 
Вів самостійні авторські колонки в газетах «Независимость», «Вечірній Київ», «Факти».
Автор численних аналітичних статей та нарисів з проблем  літератури, мистецтва, історії культури й психології творчості.
Брав активну участь у літературному процесі 1960 — першої половини 1990-х років. Автор блискучих статей, присвячених творчості І. Драча, Ліни Костенко, І. Жиленко, М. Вінграновського, В. Симоненка, Д. Павличка та ін.
А. Макаров — видатний знавець українського народного образотворчого мистецтва. Неперевершеним взірцем осмислення народної культури є його 
мистецька студія про К. Білокур. Глибоко дослідив класичну спадщину народних майстринь Параски Власенко, 
Марії Приймаченко, Ганни Собачко-Шостак.
Сферою фундаментального зацікавлення А. Макарова є образотворче мистецтво найширшого спектру: від скельних розписів та ікони до модерного й 
абстрактного мистецтва.
А. Макаров написав сценарій (у співавторстві з Р. Корогодським) до першого фільму  режисера Романа Балаяна "Анатоль Петрицький", знятого на Київській кіностудії документальних фільмів. Проте в умовах ідеологічного тиску  фільм на колегії Комітету держкіно не було схвалено до прокату.
Останнім часом займався дослідженням побутової культури Києва XIX ст.
З перших днів своєї літературної діяльності зберігає вірність принципу політичної незаангажованості.

### Нагороди та премії
- Премія в галузі літературно-художньої критики імені О. Білецького (1991)
- Премія Національної спілки письменників України «Благовіст» (1994)
- Премія імені Гелен Щербан-Лапіки (Австралія, 1996)
- Художня премія столиці України «Київ» ім. Євгена Плужника (2002)
- Чернигівська обласна премія імені М. Коцюбинського (2004)

## Книжки
- «Розмаїття тенденцій» (1969)
- «Барви щедрої землі» (у співавторстві, 1970)
- «Світ образу» (1977)
- «П'ять етюдів. Підсвідомість і мистецтво» (1990)
- «Мазепа-будівничий» (1991)
- «Світло українського бароко [Архівовано 2 квітня 2015 у Wayback Machine.]» (1994)
- Антология мирового анекдота. «От великого до смешного» (укладання та примітки, 1994, рос.)
- «Хрещатик. Культурологічний путівник» ( у співавторстві, 1997)
- «Володимирська. Культурологічний путівник» (у співавторстві, 1999)
- «Чернігівські Афіни» (у співавторстві, 2002)
- «Малая энциклопедия киевской старины» (2002, 2005, 2012, рос.)
- «Киевская старина в лицах XIX век» (2005, рос.)
- «Были и небылицы старого Киева» (2013, рос.)
- «Новый год и Рождество. История и традиции» (2013, «Скай хорс», электронна книга, магазин APPSTORE, рос.)
- «Рождество и Новый год в старом Киеве. Из истории святочных обычаев». — К. : Скай Хорс, 2015, рос.
- «Стиль жизни, нравы и вкусы старого Киева». Книга первая из семитомной серии «Мир киевской старины». — К. : Скай Хорс, 2017. — 380 с., рос.
- «Благоустройство старого Киева». Книга вторая из семитомной серии «Мир киевской старины». — К. : Скай Хорс, 2017. — 191 с., рос.
- «Старокиевские силуэты». Книга третья из семитомной серии «Мир киевской старины». — К. : Скай Хорс, 2017. — 223 с., рос.
- «Горний город. Из православной жизни Киева XIX века».  Книга четвертая из семитомной серии «Мир киевской старины». – Киев : Sky Horse, 2018. – 224 с., рос.
- «Беды, язвы и пороки старого Киева». Книга пятая из семитомной серии «Мир киевской старины». – Киев : Sky Horse, 2018. – 224 с., рос.
- Енциклопедист київської старовини : (до 80-річчя від дня народження Анатолія Макарова) : біобібліографічний покажчик. – Київ, 2019. – 64 с. – Доступний : https://ru.calameo.com/read/00510385322ded6a0d310